# 中山水兵射殺事件

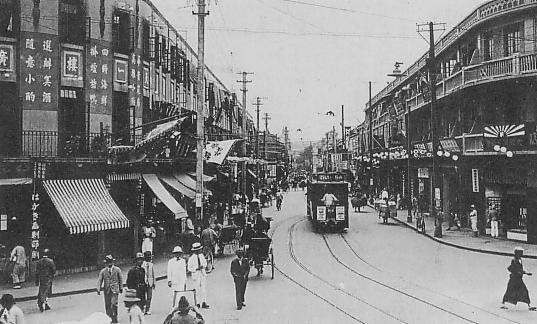
上海共同租界

中山水兵射殺事件（なかやますいへいしゃさつじけん）は、1935年11月9日に中華民国上海共同租界で、日本海軍の中山秀雄一等水兵が中国人および朝鮮人により殺害された事件。事件名は、単に中山事件、あるいは中山一等水兵射殺事件、中山水兵が死後に進級したため中山兵曹射殺事件とも呼ぶ。

## 背景
楊文道の反蔣介石・反日活動

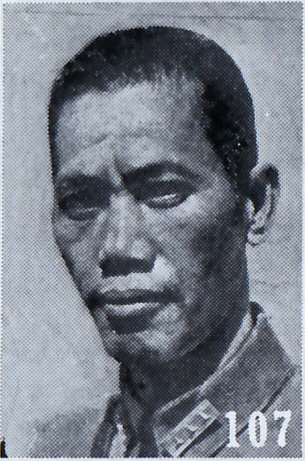
楊文道による反蔣介石・反日テロ活動を支援した十九路軍の蔡廷鍇

事件を引き起こすことになる秘密結社同義協会会長の楊文道は、1932年の第一次上海事変の際に第十九路軍（zh）諮議となり配下を率いて便衣隊として活動していた。また、事件実行犯となる葉海生も日本側の後方撹乱を図っていた。その後、楊文道は十九路軍の蔡廷鍇と連絡を取り合いながら上海における反蔣介石運動の指導者として活躍し、1933年の福建革命（zh）時には中国共産党とともに上海で反蔣介石暴動を起こそうとしたが、中華民国政府に計画が発覚すると廈門へ逃亡していた。
事件勃発時の楊文道は、蔣介石派に対立する広東派系の第十九路軍から多額の資金援助を受けており、上海・廈門における大暴動計画を樹てるとともに日本の勢力を利用して蔣介石政権の打倒を図ろうとしていた。
多発するテロ事件
1935年1月21日、汕頭邦人巡査射殺事件、7月10日、上海邦人商人射殺事件、9月19日、漢口邦人巡査射殺事件など中山一等水兵射殺事件が起きるまでには数々のテロ事件が繰り広げられていた。11月1日には日中提携に最も関心をもっていた汪兆銘中華民国行政院長が十九路軍の元小隊長等に狙撃される汪兆銘狙撃事件が起きた。このような事件が続発するさなかの1935年当時の上海には28,000人の日本人が居留していた。

## 事件経過
事件発生

上海共同租界工部局（Shanghai Municipality）

1935年11月9日午後9時頃、上海共同租界北四川路（zh）竇楽安路で、日本海軍の上海陸戦隊員中山秀雄が秘密結社同義協会会長楊文道の指揮命令下の葉海生によって射殺された。竇楽安路は上海共同租界と中国人街の境界道路だった。犯行は背後から拳銃で射殺する態様で、使用された拳銃は第一次上海事変時に楊文道が十九路軍（zh）から支給されたものであった。
事件影響
事件を受け、日本政府当局は直ちに中国側に犯人捜査を要請したが、犯人は逮捕されなかった。事件後には、上海在留日本人が経営する商店が中国人暴徒によって襲撃される事件が発生し、現地では日中開戦説が生まれ数万人の中国人が避難民となった。これらの事件を重視した日本は、中国政府に排日活動の取締を要請した。犠牲者を出した海軍からは中国に対して陳謝、犯人逮捕、排日取締などを要求すべきであると意見具申がされた
1936年4月15日、日本側の捜査に基づいて上海工部局（zh）警察が、青島で被疑者として楊文道・葉海生・周謝栄の広東省出身者（en）3名とモスクワ出身の朝鮮人「ジャック」こと韓奇良を逮捕した。5月1日、上海第一特別法院で第一回公判が開かれた。葉海生は、取り調べで犯行を自白し、現場検証では犯行動作を実演して見せており、公判でも犯行を認める供述をしていたが公判の回を重ねていくうちに、自白は強要されたものであったとする発言を行い、審理は混迷した。これに対し、日本政府は公正な判決が下されるよう中国側に再三申し入れた。証人に対し、同義協会などから脅迫状が送られることもあり日本政府は証人保護に努めた。早期判決を求める日本側に対し、上海工部局は、1935年11月1日に起きた汪兆銘狙撃事件との関連性を主張し、審理の延長を求めた。
続発する事件と事変の勃発
事件解決が図られる前の12月25日には日中関係改善に務めていた唐有壬前外交部次長（事件当時交通部次長）がフランス租界で暗殺され、1936年7月10日には上海市内を子供を連れて散歩していた三菱商事社員萱生鑛作が日中間の戦争を引き起こそうとする勢力に射殺される事件が起き（萱生事件）、8月24日には毎日新聞記者が殺害される（成都事件）が起きた。中山事件の裁判が遷延していること、萱生事件の犯人が逮捕されないこと、殺傷された記者等が上海居住の日本人であったことなどから、上海在留邦人は激昂し居留民大会を開こうとしたが派生事件の発生を危惧した若杉総領事によって押さえられた。ところが、9月23日には8月から十九路軍占領下に置かれていた広東省北海で商店を営む中野順三が殺害される（北海事件）が起き、翌日には十九路軍軍人などによって中野の門前に打倒蔣介石漢奸・絶滅日人狗子などの宣伝文が貼られた。その後、日本外務省は現地調査を行い、こういった状況から十九路軍の指導の下で行われた政治目的の事件だとして断定している。9月23日には再び上海共同租界内で日本人水兵射殺事件が引き起こされた。10月2日に、中山一等水兵殺害事件の被告人のうち主犯格とされた楊文道・葉海生の2名に死刑判決が下され、周我栄は無罪とされた。このようなさなかの12月13日に西安事件で拉致された蔣介石は事件以降、剿共戦を止め対日戦に踏み切る決意をした。
翌年には義和団事件による北京議定書に基づいて華北に駐屯していた日本軍への攻撃が繰り返され、7月29日には日本人260名が惨殺される通州事件が起きた。8月9日に、上海で中国軍によって日本海軍将兵が殺害され、8月13日に中国軍による上海共同租界への攻撃が開始され、8月14日には中国軍によって上海共同租界とフランス租界への爆撃が行われ三千人を超える市民が死傷した。8月15日に蔣介石が陸海空の総司令官に就任し中国全国に総動員令が発せられ、日本では上海派遣軍が編成され、ついに日本陸海軍将兵に死者9,115名、負傷者31,257名を出すことになる第二次上海事変が勃発した。